# Al Eugster
Alfred Julius Eugster, noto anche con lo pseudonimo di "Al Eugster" (New York, 11 febbraio 1909 – Los Angeles, 1º gennaio 1997), è stato un animatore, scrittore e regista statunitense.

## Biografia
Alfred Julius Eugster nacque l'11 febbraio 1909 a New York, omonimo Stato federato sull'East Coast degli Stati Uniti d'America; era figlio di Julius Eugster ed Hedwig Fiegel, entrambi musicisti di origine tedesca. Suo padre morì quando lui era ancora un bambino, tra il 1915 ed il 1919. Terminati gli studi obbligatori, all'età di sedici anni cominciò presto a lavorare occasionalmente per la American Radiator Company per un salario di 10 dollari alla settimana. Nel 1934, all'età di venticinque anni, sposò Hazel Scott, conosciuta anche come "Chick"; la coppia non ebbe figli e lei morì nel 1995, dopo sessantun anni di matrimonio.

### Carriera
Iniziò la sua carriera nell'animazione nell'aprile del 1925, presso lo studio di Pat Sullivan ed Otto Messmer, contribuendo a creare la serie Felix the Cat. Contemporaneamente frequentò la Cooper Union di notte per studiare arte mentre continuava a lavorare di giorno.
Nell'aprile del 1929 si unì quindi ai Fleischer Studios, andando poi a lavorare per Mintz nel 1932. Lavorò poi con Preston Blair in molti film, in particolare i cartoni di Krazy Kat. Solo un anno dopo, nel 1933, venne assunto da Ub Iwerks in qualità di co-animatore di numerosi cortometraggi ComiColor con Shamus Culhane. Nel 1935 entrò a far parte dei Walt Disney Animation Studios, dove le sue specialità erano l'animazione di Paperino e Biancaneve e i sette nani.
Rientrò nei Fleischer Studios nel 1940 e rimase con loro fino al 1943, quando decise di arruolarsi come volontario nella United States Army durante la seconda guerra mondiale. Dopo il suo congedo dall'esercito, entrò a far parte dei Famous Studios nel 1945, svolgendo l'incarico di capo animatore e lavorando su una serie di colonne sonore e cartoni animati di Braccio di Ferro per dodici anni. Dal 1957 al 1964, lavorò come libero professionista in tutta New York, lavorando per vari studi commerciali. Nel 1964 entrò a far parte della Paramount Pictures, collaborando per Shamus Culhane e Ralph Bakshi fino alla chiusura dello studio nel 1967. Nel 1968 entrò a far parte dello studio Kim e Gifford, dove iniziò il suo soggiorno più lungo in un unico studio, andando in pensione nel settembre 1987, dopo sessantadue anni di carriera.
Morì il 1º gennaio 1997 a Los Angeles, un mese prima di compiere ottantotto anni.